# Maestre racional
El mestre racional, o maestre racional,  fue uno de los oficios de corte de la Corona de Aragón, creado como institución única para todos los territorios de ella por el rey Pedro el Grande en 1283. Tenía como función el control de los tesoreros y sus lugartenientes (tanto los del rey como los de la reina y los regentes), que le presentaban las cuentas cada año o seis meses, así como todos los oficiales de la curia real, especialmente los que administraban rentas reales, como el baile general y los bailes locales.

## Historia
El cargo de mestre racional para el conjunto de la Corona de Aragón fue regulado en las Ordinacions ('Ordenaciones') de 1344 por Pedro IV. A principios del siglo XV el cargo fue desgajado entre los diversos estados de la Corona y así nacieron el mestre racional del reino de Valencia y los del reino de Aragón, el del Principado de Cataluña, y los del reino de Sicilia.
El primer mestre racional valenciano fue Berenguer Minguet —que provenía del oficio del mestre racional de la corte en Barcelona— nombrado por el rey Alfonso V el Magnánimo en 1419 a petición de las Cortes reunidas ese año y tras la entrega al rey de un cuantioso donativo para las empresas italianas del monarca.El mestre racional catalán tenía jurisdicción sobre las islas Baleares y Cerdeña.
A la institución del mestre racional le fueron asignadas las funciones de previsión, dirección y control último de la administración financiera real, destacando, entre todas ellas, la de fiscalización de la gestión financiera. El mestre racional analizaba los ingresos y los gastos, anotando en los márgenes de los libros la documentación presentada para la justificación de la contabilidad, así como cuantas observaciones considerase oportunas para el examen de las cuentas. 
El cargo subsistió hasta los Decretos de Nueva Planta de 1707-1715 en el contexto de la guerra de sucesión española.

## Actualidad
Tras la creación de la Comunidad Valenciana en el actual régimen autonómico, se creó una institución que se considera continuación de la histórica: la Sindicatura de Cuentas de la Comunidad Valenciana.